# Don't Say Goodbye
„Don't Say Goodbye” este un cântec al interpretei mexicane Paulina Rubio. Acesta fost compus de Gen Rubin pentru cel de-al șaselea material discografic de studio al artistei, Border Girl. „Don't Say Goodbye” a fost lansat ca primul disc single al albumului în prima jumătate a anului 2002. Înregistrarea beneficiază și de o versiune în limba spaniolă, intitulată „Si Tú Te Vas”.
Cântecul a ocupat locul 41 în Billboard Hot 100 și a intrat în clasamentele din Europa și Oceania, unde a câștigat poziții modeste. În schimb, „Si Tú Te Vas” ce a fost lansat în țările vorbitoare de limbă spaniolă a urcat până locul 1 în Spania.

## Clasamente
| Clasament (2002)                  | Poziția maximă      | Referință           |
| „Don't Say Goodbye”               | „Don't Say Goodbye” | „Don't Say Goodbye” |
| --------------------------------- | ------------------- | ------------------- |
| Australia Singles Chart           | 19                  | [ 1 ]               |
| Austria Singles Chart             | 61                  | [ 1 ]               |
| Canadian Singles Chart            | 7                   | [ 4 ]               |
| Dutch Singles Chart               | 67                  | [ 1 ]               |
| Italy Singles Chart               | 18                  | [ 1 ]               |
| New Zeeland Singles Chart         | 49                  | [ 1 ]               |
| Swiss Singles Chart               | 47                  | [ 1 ]               |
| UK Singles Chart                  | 68                  | [ 6 ]               |
| Billboard Hot 100                 | 41                  | [ 4 ]               |
| Billboard Hot Latin Songs         | 5                   | [ 4 ]               |
| Billboard Hot Dance Club Play     | 6                   | [ 4 ]               |
| Billboard Hot Dance Singles Sales | 17                  | [ 4 ]               |
| Billboard Rhytmic Top 40          | 35                  | [ 4 ]               |
| Billboard Mainsteam 40            | 24                  | [ 4 ]               |
| Billboard Top 40 Tracks           | 31                  | [ 4 ]               |
| „Si Tú Te Vas”                    |                     |                     |
| Argentina Singles Chart           | 2                   | [ 7 ]               |
| Columbia Singles Chart            | 1                   | [ 8 ]               |
| France Singles Chart              | 55                  | [ 2 ]               |
| Mexic Singles Chart               | 1                   | [ 9 ]               |
| Spain Singles Chart               | 1                   | [ 5 ]               |
| Billboard Hot Latin Songs         | 8                   | [ 4 ]               |
| Billboard Latin Pop Airplay       | 5                   | [ 4 ]               |
| Billboard Latin Tropical Airplay  | 5                   | [ 4 ]               |